# Ornitina descarboxilase
A enzima ornitina descarboxilase (ODC) participa no ciclo da ureia, e no metabolismo da glutationa e de grupos aminos. Catalisa a descarboxilação de ornitina (um produto do ciclo da ureia) para formar putrescina. Esta reação é a etapa comprometida na síntese da poliamina. Nos seres humanos, esta proteína tem 461 aminoácidos e forma um homodímero.

## Reação
Catalisa a descarboxilação da ornitina produzindo, como resultado, diamina putrescina e uma molécula de CO2:
Este é o primeiro passo e o passo limitante nos seres humanos para a produção de poliaminas, os compostos necessários para a divisão celular.